# Kivertsi
Kivertsi (en ukrainien : Ківерці ; en russe : Киверцы ; en polonais : Kiwerce) est une ville de l'oblast de Volhynie, en Ukraine, et le centre administratif du raïon de Kivertsi. Sa population s'élevait à 14 050 habitants en 2019.

## Géographie
Kivertsi se trouve à 13 km au nord-est de Loutsk et à 361 km à l'ouest de Kiev.

## Histoire
Kivertsi est née et s'est développée autour d'une importante gare ferroviaire à partir de la fin du XIXe siècle. 
Pendant la Seconde Guerre mondiale, Kivertsi est occupée par l'Allemagne nazie du 2 juillet 1941 au 1er février 1944.
Elle a le statut de ville depuis 1951.

## Population
Recensements (*) ou estimations de la population :
| 1939  | 1959* | 1970*  | 1979*  | 1989*  | 2001*  | 2012   |
| ----- | ----- | ------ | ------ | ------ | ------ | ------ |
| 1 300 | 9 383 | 13 027 | 15 215 | 16 722 | 16 678 | 14 743 |

| 2013   | 2014   | 2015   | 2016   | 2017   | 2018   | 2019   |
| ------ | ------ | ------ | ------ | ------ | ------ | ------ |
| 14 611 | 14 480 | 14 376 | 14 316 | 14 227 | 14 195 | 14 050 |